# 张建岳
张建岳（1938年10月—），男，汉族，江苏武进人，中华人民共和国兽医学家、政治人物。曾任青海省畜牧兽医总站兽医院院长。第八、九届全国政协委员。